# Saison 2017-2018 de l'ES Sétif
Maillots
Chronologie
Saison précédente Saison suivante
La saison 2017-2018 de l'ES Sétif est la cinquante-et-unième saison du club sétifien. Le club évolue en première division du championnat d'Algérie, elle est la vingtième consécutive du club en Ligue 1 depuis 1997.
Le club évolue en Ligue 1 Mobilis, en Coupe d'Algérie, et participe également à la Supercoupe d'Algérie et à la Ligue des champions de la CAF.

## Préparation d'avant-saison
La saison 2017-2018 de l'ES Sétif débute officiellement le 4 aout 2017 avec la reprise de l'entraînement à Sidi Moussa.

## Transferts

### Championnat
Il s'agit de la 54e édition de la Ligue 1 Mobilis.

## Compétitions
| Championnat d'Algérie | Ligue des champions                              | Coupe d'Algérie                               | Supercoupe d'Algérie                                |
| --------------------- | ------------------------------------------------ | --------------------------------------------- | --------------------------------------------------- |
| Huitième 40 points    | Tour préliminaire face au Olympic Real de Bangui | Seizièmes de finale face à la JS Saoura (1-0) | Vainqueur face au CR Belouizdad (0-0) (t.a.b 4 - 2) |
| 10V 10N 10D           | 0V 0N 0D                                         | 1V 0N 1D                                      | 1V 0N 0D                                            |
| TOTAL: 12V 10N 11D    |                                                  |                                               |                                                     |

## Joueurs

### Effectif professionnel actuel

#### Joueurs prêtés pour la saison 2017-2018
Le tableau suivant liste l'effectif de l'ES Setif des joueurs en prêts pour la saison 2017-2018.
| Joueurs prêtés |    |                      |                 |                     |           |                |           |  |
| \| N° \| P. \| Nat. \| Nom \| Date de naissance \| Sélection \| Club en prêt \| Contrat \| \| \| 30 \| G \| \| Mohamed Osmani \| 27/06/1996 (28 ans) \| – \| CS Constantine \| 2017-2020 \| \| \| 9 \| A \| \| Youcef Chibane \| 23/09/1988 (36 ans) \| – \| MC Oran \| \| \| \| 24 \| A \| \| Yasser Berbache \| 08/02/1996 (29 ans) \| – \| US Biskra \| 2016-2019 \| \| \| \| \| \| \| \| \| \| \| \| |    |                      |                 |                     |           |                |           |  |
| N° | P. | Nat.                 | Nom             | Date de naissance   | Sélection | Club en prêt   | Contrat   |  |
| 30 | G  | Drapeau de l'Algérie | Mohamed Osmani  | 27/06/1996 (28 ans) | –         | CS Constantine | 2017-2020 |  |
| 9 | A  | Drapeau de l'Algérie | Youcef Chibane  | 23/09/1988 (36 ans) | –         | MC Oran        |           |  |
| 24 | A  | Drapeau de l'Algérie | Yasser Berbache | 08/02/1996 (29 ans) | –         | US Biskra      | 2016-2019 |  |
| |    |                      |                 |                     |           |                |           |  |

| N° | P. | Nat.                 | Nom             | Date de naissance   | Sélection | Club en prêt   | Contrat   |  |
| 30 | G  | Drapeau de l'Algérie | Mohamed Osmani  | 27/06/1996 (28 ans) | –         | CS Constantine | 2017-2020 |  |
| 9  | A  | Drapeau de l'Algérie | Youcef Chibane  | 23/09/1988 (36 ans) | –         | MC Oran        |           |  |
| 24 | A  | Drapeau de l'Algérie | Yasser Berbache | 08/02/1996 (29 ans) | –         | US Biskra      | 2016-2019 |  |
|    |    |                      |                 |                     |           |                |           |  |